# Грантвилль (Австралия)
Грантвилль — небольшой город в штате Виктория, Австралия, который был назван в честь лейтенанта Джеймса Гранта, исследовавшего местность в 1801 году.

## История
Грантвилль был основан как порт снабжения, расположенный на восточном побережье Западного порта. Вскоре были построены лесопилки, и Грантвилль превратился в город, ориентированный на производство древесины. Между лесопилками и пристанью были сооружены короткие трамвайные пути. Корабли, прибывающие в порт, доставляли припасы для местных жителей, а на обратном пути везли древесину в Мельбурн.
В 1873 г. была открыта первая школа под названием «Deep Creek Non Vested Rural School No 120»
Город пришёл в упадок после закрытия последней лесопилки в начале 1900-х годов, однако через 60 лет возникла новая отрасль, связанная с добычей песка для производства бетона. Эта деятельность оживила город, в который начали прибывать новые жители.

## Достопримечательности
- Мару Коала и парк животных

Мару Коала и парк животных, расположен на шоссе Басс, специализируется на австралийской фауне, в которую входят коалы, кенгуру, валлаби, динго, эму, попугаи, вомбаты и крокодилы.
- Грантвилльская береговая линия

700-метровая прибрежная пешеходная дорожка, которая имеет направление на север вдоль береговой линии Порт-Филиппа. Она пересекает мост у ручья Колберт-Крик и проходит через заросли кустарника, прилегающие к заповеднику Грантвилль. В этой местности обитает более 300 видов птиц.
- Природоохранный заповедник «Гурди»

Расположен на северо-востоке от Грантвилля и занимает территорию площадью 260 гектаров. Эта земля была признана особо охраняемой природной территорией, что повлекло за собой появление природоохранного заповедника в 1992 г. В нём можно увидеть щеткохвостых и кольцехвостых опоссумов, сахарных сумчатых летяг, обыкновенных вомбатов, восточных серых кенгуру, красных и восточных розелл, пеночек, медоедов, крапивников и ласточек.